# Kanonikát schleinitzovský
Kanonikát schleinitzovský je historická právní figura vážící se ke katedrální kapitule sv. Štěpána v Litoměřicích.

## Historie
Byl zřízen 1. litoměřickým biskupem Maxmiliánem Rudolfem Schleinitzem zakládací listinou z 6. května 1671.
Za aktem založení následoval schvalovací proces zároveň s kanonikátem ceinoviánským ze strany císaře. Tento proces začal až v roce 1677, a císařské schválení přišlo roku 1678.
Kanonikát je v litoměřické kapitule v kontinuitě od roku 1671 postupně obsazován významnými kněžími působícími v litoměřické diecézi. Držitel kanonikátu se nazývá kanovník schleinitzovský někdy též: schleinitziánský. Jako sídelnímu kanovníku vlastním právem držiteli kanonikátu přísluší insignia.

## Přehled kanovníků držitelů kanonikátu schleinitzovského

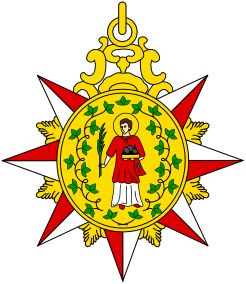
Signum kanovníků litoměřické kapituly

- Václav Stanislav Maria Kratochvíl schleinitzovský kanovník do roku 1695
- Karel Kavka z Birkenthalu, dosavadní ceinoviánský kanovník, byl dne 23. ledna 1716 jednomyslně zvolen kanovníkem schleinitzovským[2]
- ThDr. Jan Nepomuk Řehák (narozen 8. května 1811, na kněze vysvěcen 4. srpna 1834, kanovníkem schleinitziánským od roku 1868; zároveň se stal prvním kanovníkem-teologem podle ustanovení Tridentského koncilu[3])
- Msgre. Antonín Výtvar (kanovníkem schleinitziánským ve 40. letech 20. století)
- Václav Truxa (narozen 22. prosince 1919, kanovníkem schleinitziánským od 3. října 1957)
- František Opletal (do 4. března 2010)
- Václav Vlasák (narozen 23. května 1946, na kněze vysvěcen 22. června 1979, děkan v Turnově, kanovníkem schleinitziánským od 12. února 2011)